# 关键对话：高风险时的谈话工具
《关键对话：高风险时的谈话工具》（Crucial Conversations: Tools for Talking When Stakes Are High）是一本最早在美国出版的商业自助书，由VitalSmarts的四位联合创始人科里·帕特森、约瑟夫·格雷尼、罗恩·麦克米兰和艾尔·史威茨勒共同撰写。本书最初于2002年由麦格劳-希尔出版社首次出版，已经售出200多万册，并被翻译成28种语言。
《关键对话》被商业内幕评为2013年最受欢迎的商业书籍之一。结合本书，作者提供了如何进行更有效对话的培训。

## 概述
《关键对话：高风险时的谈话工具》是一本由科里·帕特森、约瑟夫·格雷尼、罗恩·麦克米兰和艾尔·史威茨勒等人合作编写的书籍。与此书相配套，作者们提供如何进行更有效对话的培训。

## 传播
本书首版于2002年由麦格劳-希尔出版社在美国出版，第二版于2011年出版，第三版于2022年出版。

## 评价
《关键对话》一书在2013年被商业内幕评选为最受欢迎的商业书籍之一。